# Jaguar II
Jaguar II è l'album in studio di debutto della cantautrice statunitense Victoria Monét, pubblicato il 25 agosto 2023 dalle etichette discografiche Lovett Music e RCA Records.
Secondo e ultimo capitolo della serie discografica Jaguar di Monét, l'album è stato supportato da tre singoli: Smoke con Lucky Daye, Party Girls con Buju Banton e On My Mama. Il progetto è stato accolto positivamente dalla critica musicale, ottenendo sette candidature ai Grammy Awards 2024, vincendo nelle categorie miglior album ingegnerizzato, non classico e miglior album R&B.

## Antefatti
Al momento dell'uscita di Jaguar, Monét aveva concepito il progetto come una trilogia di EP, che alla fine si sarebbero riuniti per formare il suo album di debutto in studio. Tuttavia, a causa del ritardo oltre il previsto di Jaguar II, la serie fu infine ridotta a soli due album in studio.
Nel febbraio 2021 Monét ha pubblicato il singolo F.U.C.K, insieme a un video musicale a tema western. Nello stesso periodo darà alla luce anche la figlia Hazel Monét Gaines. Nello stesso anno fu pubblicato il singolo Coastin', insieme a un video musicale con Rickey Thompson. Nel giugno 2022 Monét ha eseguito Coastin' al pre-show degli annuali BET Awards e ha annunciato che stava lavorando al pianificato secondo capitolo della trilogia Jaguar, appunto intitolato Jaguar II.

## Riconoscimenti
Grammy Award
- 2024 – Miglior album R&B
- 2024 – Miglior album ingegnerizzato, non classico
- 2024 – Candidatura all'album dell'anno

Soul Train Music Award
- 2023 – Candidatura all'album dell'anno

NAACP Image Award
- 2024 – Candidatura al miglior album per Jaguar II

## Tracce
1. Smoke (featuring Lucky Daye) – 3:07 (Victoria Monét, David Brown, Dernst Emile II, Timothy Murdock Suby, Yogesh Tulsani, Maurice White)
2. Smoke (Reprise) – 1:37 (Monét, Emile)
3. Party Girls (featuring Buju Banton) – 4:01 (Monét, Mark Myrie, Theron Thomas, EmileTommy Lumpkins, Elena Pinderhughes, Karl Daniel, Yonatan Ayal)
4. Alright – 2:53 (Monét, Louis Kevin Celestin)
5. Cadillac (A Pimp's Anthem) – 3:02 (Monét, Emile, Suby, Pinderhughes)
6. How Does It Make You Feel – 3:36 (Monét, Emile)
7. On My Mama – 3:04 (Monét, Emile, Jamil Pierre, Jeff Gitelman, Charles Williams, Kyla Moscovich)
8. I'm the One – 3:29 (Monét, Emile, Suby)
9. Stop (Askin' Me 4Shyt) – 2:51 (Monét, James Fauntleroy, Emile, Suby, Ayal)
10. Hollywood (featuring Earth, Wind & Fire and Hazel Monét) – 3:37 (Monét, Hazel Monét Gaines, Emile, Suby)
11. Good Bye – 4:10 (Monét, Emile)

## Classifiche
| Classifica (2023) | Posizione massima |
| ----------------- | ----------------- |
| Stati Uniti       | 60                |